# Cadrema tenuifacies
Cadrema tenuifacies är en tvåvingeart som först beskrevs av Charles Howard Curran 1936.  Cadrema tenuifacies ingår i släktet Cadrema och familjen fritflugor. Inga underarter finns listade i Catalogue of Life.